# Antiga Fábrica São Brás
A Antiga Fábrica São Brás foi uma fábrica têxtil fundada em 1875, na cidade de Salvador, no estado brasileiro da Bahia. Atualmente a fábrica está desativada e sua edificação encontra-se em ruínas. As ruínas são um patrimônio histórico estadual, tombado pelo Instituto do Patrimônio Artístico e Cultural da Bahia (IPAC), na data de 5 de novembro de 2002, sob o processo de nº 003/1997.

## História
A Fábrica São Brás foi fundada em 1875, pelos irmãos portugueses Manoel Francisco de Almeida Brandão e Antônio Francisco Brandão Junior. A fabrica produzia pano branco e tinto trançados de diversas qualidades e riscados. Em 1882, já de propriedade de Antônio Francisco Brandão e Cia., a fábrica possuía 110 operários, entre homens, mulheres e crianças e funcionava com máquinas à vapor. Em 1886 passou por reformas e adquiriu novas máquinas e passou a produzir brim, peças de vestuários e roupas de cama e banho.
Em 1891 a Fábrica São Brás foi incorporada à Companhia Progresso Industrial da Bahia, juntamente com a Fábrica Bonfim e Fazenda Cabrito. No ano de 1893, a fábrica possuía 340 operários, 151 teares e 5.920 fusos. Em 1893, houve um incêndio na fábrica e precisou funcionar parcialmente, com as máquinas que restaram. No ano de 1897, volta a funcionar totalmente, com 250 teares novos e mais aperfeiçoados. A partir do ano de 1907, a Fábrica São Brás passa por ampliações e melhorias, tornando-se a maior fábrica do grupo da Companhia Progresso Industrial da Bahia.
No ano de 1935, a Fábrica São Brás passa a utilizar energia elétrica fornecida pela Companhia de Energia Elétrica da Bahia. A deficiência no fornecimento de energia elétrica, que prejudicava o andamento da fábrica, fez com que o presidente da Companhia Progresso Industrial da Bahia, Bernardo Martins Catharino, instalasse uma usina elétrica independente da Companhia de Energia Elétrica da Bahia. No dia 4 de outubro de 1942, foi inaugurada a Usina de energia da Fábrica São Brás, com o objetivo de abastecer não só a Fábrica São Brás, como todas as fábricas do grupo da Companhia Progresso.
Em 1944, com a morte do Bernardo Martins Catharino, seus herdeiros se tornam os administradores da Companhia Progresso Industrial da Bahia. Com o maquinário e o sistema de produção obsoletos e o alto custo para a modernização, os herdeiros decidem fechar todas as fábricas da Companhia Progresso e em 1959, as atividades da Fábrica São Brás são encerradas.
No ano de 1961, a Fábrica São Brás reabre com nova maquinaria e com o número de funcionários reduzidos, mas não atinge os objetivos desejados e em 1967 é vendida para a Fábrica de Tecidos Fátima e passa a se chamar FATBRAZ e um ano depois a FATBRAZ é fechada.
A edificação da Fábrica São Brás foi incorporada a FAGIP e passou a abrigar uma secção de produção da matriz até o início da década de 1990. Em 1992, um dos prédios da fábrica foi vendido a um particular e em 1996 um outro edifício foi vendido à Companhia Empório de Armazéns Gerais Alfandegários com o objetivo de construir um porto, mas não ocorreu a construção e a edificação começou a passar por um processo de ruina.

## Arquitetura
A edificação da fábrica ocupava uma área de 39.399.032 m², e possuía arquitetura neoclássica. A fachada principal foi ornada com florões, palmetas e caneluras em alvenaria e estuque, foi construída platibanda com frisos, cornijas e molduras das janelas ornadas com elementos denteados. O pavilhão central, foi construído com dois pavimentos. Os pavilhões que ficavam as máquinas, possuía cobertura com telhas francesas e o pavilhão das caldeiras foi construído com pé direito equivalente a dois pavimentos.
Atualmente em ruínas, a edificação remanescente apresenta a fachada principal e muros perimetrais.